# Universidad de Burao
La  Universidad de Burao  (en somalí, Jaamacada Burco) es una universidad somalí.